# 276. pehotni polk (Italija)
276. pehotni polk Belluno je bil pehotni polk Kraljeve italijanske kopenske vojske.

## Zgodovina
Med prvo svetovno vojno je polk deloval na soški fronti.